# Quayola
Davide Quayola, conegut com a Quayola, és un artista visual que utilitza la tecnologia com a lent per explorar les tensions i els equilibris entre les forces aparentment oposades: el real i l’artificial, el figuratiu i l’abstracte, el vell i el nou.
Utilitza tecnologies sofisticades com la Intel·ligència Artificial (IA) i la impressió 3D per generar hipnòtiques transmutacions de la fenomenologia del nostre món.

## Biografia
Quayola s'inspira en temes tradicionals, com la pintura del Renaixement, l'escultura barroca i la natura, reinterpretant-los mitjançant algoritmes i eines digitals avançades. Les seves obres examinen la relació entre la màquina i l'artista, posant en qüestió el concepte d'autoria i l'equilibri entre control humà i processos autònoms.
Un dels seus projectes més coneguts és "Strata", una sèrie que reimagina obres mestres de l'art clàssic mitjançant tècniques de descomposició digital. També destaca "Remains: Provence", que utilitza escàners làser per transformar paisatges reals en interpretacions abstractes i geomètriques.
Quayola ha exposat les seves creacions en institucions i esdeveniments internacionals de prestigi, com el Victoria & Albert Museum (Londres), el Palais de Tokyo (París) i la Biennal de Venècia. Amb un enfocament que combina tradició i innovació, Quayola s'ha consolidat com una figura clau en l'art digital contemporani, obrint noves vies d'expressió artística en un món cada vegada més tecnològic.
El 2025, Quayola va ser convidat per la Casa Batlló a fer un mapping a la seva façana inspirant-se amb l'univers creatiu de la casa. Titulat Arborescent, elogia la natura a través de simulacions digitals que es ramifiquen per la façana i imiten els seus comportaments i dinàmiques.

## Premis
El 2013 va rebre, juntament amb Memo Akten, el Prix Ars Electronica a la categoria d'animació per ordinador/Efectes visuals per l'obra Forms.